# Le Moniteur de la mode
Le Moniteur de la mode est un périodique fondé en janvier 1851 par Mme Adolphe Goubaud.

## Historique
En mars 1860, Isabella Beeton voyage à Paris et y rencontre Madame Adolphe Goubaud, l’éditrice du magazine. Les Beeton et les Goubaud s’accordent à un partenariat et les patrons présentés dans Le Moniteur de la mode sont réutilisés dans The Englishwoman’s Domestic Magazine à partir du premier mai. Pour cette nouvelle version du magazine, le nom d’Isabella Beeton apparaît aux côtés de celui de son mari avec la qualification d'éditrice.

## Caractéristiques
Le magazine inclut un patron de robe en taille réelle, plié entre ses pages pour être découpé et réutilisé.